# 존 페이지
존 "잭" 페르거슨 페이지(영어: John "Jack" Ferguson Page, 1900년 - 1947년 2월 14일)는 영국의 피겨 스케이팅 선수로 1924년 동계 올림픽과 1928년 동계 올림픽에 출전했다. 그는 맨체스터 브룩랜드에서 태어나서 맨체스터에서 사망했다. 그는 1924년 동계 올림픽 싱글 부문에서 5위를 했다. 페어 스케이팅에서 그와 자신의 파트너 에설 머켈트는 4위를 했다. 4년후 그는 생모리츠 동계 올림픽때 싱글 부문에서 9위를 했고 페어 스케이팅에서 자신의 파트너 에설 머켈트와 함께 7위를 했다.